# La Gran Tenochtitlan vista desde el Mercado de Tlatelolco

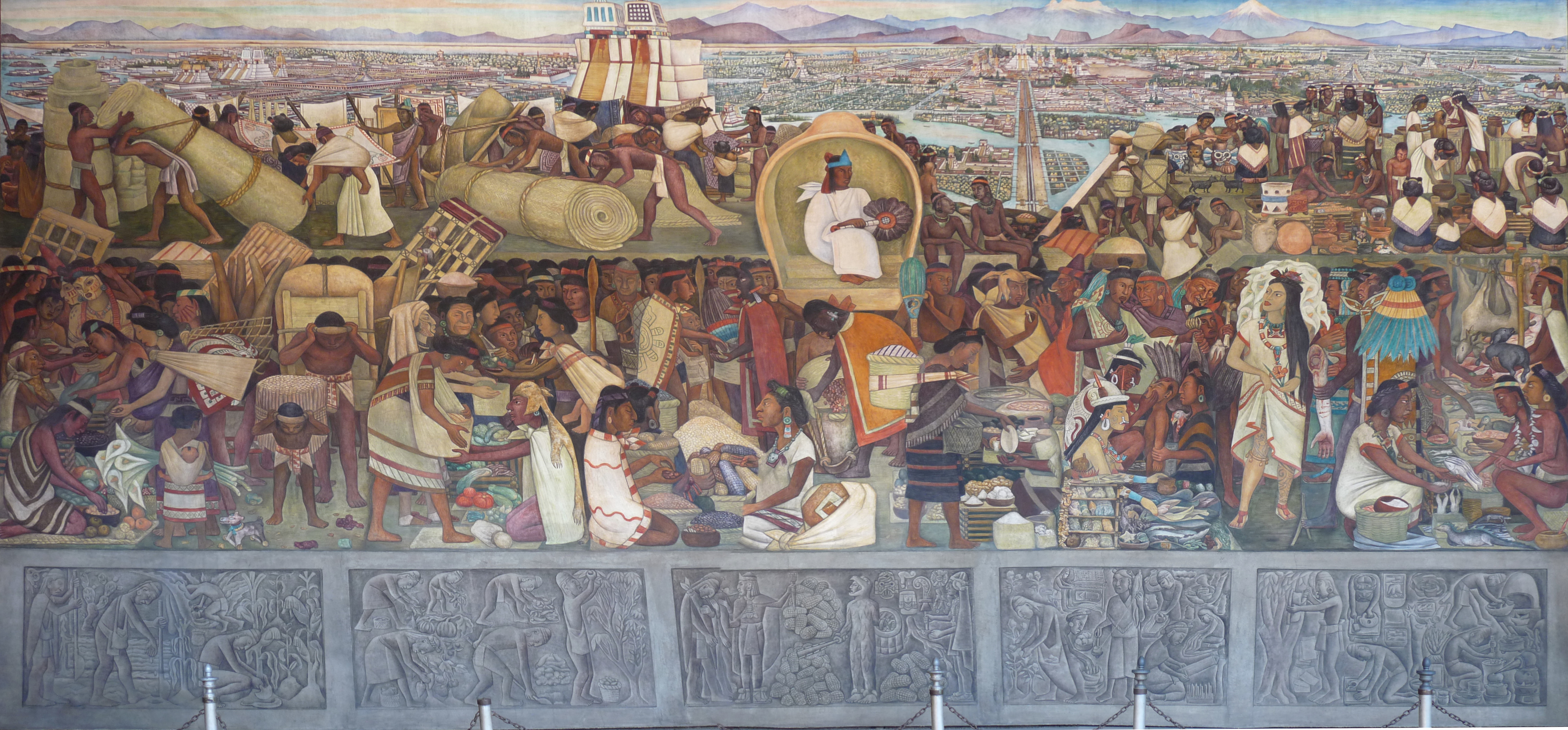
Mural: La Gran Tenochtitlan Vista Desde el Mercado de Tlatelolco

La Gran Tenochtitlan vista desde el Mercado de Tlatelolco es un mural realizado por Diego Rivera (1886 - 1957) en 1945. Este se encuentra en el Palacio Nacional. El mural plasma en una vista panorámica a la gran ciudad mexica de Tenochtitlan en el Valle de México, además de mostrar el tianguis o mercado de la ciudad con los nativos intercambiando objetos tales como cacao, petates, guajolotes, cerámicas, textiles, animales, flores, comida e incluso joyas. Este mural es una recreación visual de las dinámicas comerciales llevadas a cabo dentro de estos espacios.

## Contexto
El mural forma parte de una serie de frescos pintados entre los años 1929 y 1951 representando diversas características de un México prehispánico. Los escenarios y elementos fueron extraídos e interpretados a partir de las cartas de Hernán Cortés de Monroy y Pizarro Altamirano, al igual que la obra titulada Historia Verdadera de la Conquista de la Nueva España de Bernal Díaz del Castillo, donde ambos describen estos lugares con una magnitud incluso del doble de grande en comparación a la ciudad de Salamanca. El mural fue elaborado durante la presidencia de Manuel Ávila Camacho con el objetivo principal de ilustrar un momento histórico clave enfocado a la educación de la población mexicana sobre la historia del país.
Para Diego Rivera, Tenochtitlan era una ciudad utópica con una arquitectura de gran belleza. En el mural, muestra tanto la ciudad como el tianguis de la antigua capital mexicana como un sistema de comercio popular precapitalista, plasmando a una gran diversidad de personajes tales como mercaderes, curanderos, sacerdotes, mujeres y transportistas o tamemes. Este espacio era el principal centro de acción social para los mexicas.

## Descripción
En el fondo, además de la ciudad antigua, se observan montañas y volcanes como el Popocatépetl, además de los templos del Gran Teocalli a la derecha y la pirámide de Tlatelolco a la izquierda. Estos recintos servían como lugares de culto donde se realizaban sacrificios para los dioses Huitzilopochtli y Tláloc.
En el centro, se representa "el orden del mercado" mediante la figura de un hombre con mantas blancas, llevado por cuatro personas. Esta escena se basa en descripciones históricas de personajes que actuaban como vigilantes, encargados de asegurar que las ventas se desarrollaran en condiciones óptimas, así como de supervisar el mantenimiento de calles, plazas y avenidas de la ciudad.
Detrás de él, se representan los pochtecas, comerciantes dedicados al intercambio de bienes exóticos y suntuarios. Estos llevaban consigo piezas finas de oro, plata y cobre, además de artículos de plumería, utensilios de barro, cestos, molcajetes, navajas y pieles de animales.
Al frente, se muestra el tianguis de la ciudad. A la izquierda del mismo, se observa un grupo de personas realizando trueques de diversos artículos, como petates, guajolotes, elotes, frijoles, legumbres, frutas e incluso pequeños juguetes. A la derecha, se llevan a cabo trueques con pescado, patos, ajolotes y ranas. También, aparece un curandero revisando la boca de un niño, rodeado de zapote blanco, chilacayotes, jícamas y plantas medicinales.
Entre estos escenarios, se puede distinguir a un niño con un bebé cargado en su espalda a la izquierda, mientras que a la derecha se muestra a una mujer; ambos llevan flores de alcatraz. Esta imagen es un posible sello distintivo de Diego Rivera, quien, en varias de sus obras, como La Vendedora de Alcatraces y Desnudo con Alcatraces, representa figuras femeninas sosteniendo estas flores. Los alcatraces simbolizan lo femenino y evocan cualidades como la inocencia, la amabilidad, la compasión, la sensibilidad, la belleza e incluso la sensualidad.
En la parte inferior se encuentra una serie de grisallas haciendo referencia a la economía y la visión de la vida en el México antiguo. Estas representaciones muestran el cultivo de maíz, chile, calabaza, frijol y aguacate, así como la extracción del agua miel y el algodón. También se ilustra la elaboración de un telar para la cintura acompañado de varios ejemplares de la orfebrería. Por último, se presenta a un gobernante distribuyendo el maíz que se le ofreció como tributo.